# Rhinocypha tincta
Rhinocypha tincta – gatunek ważki z rodziny Chlorocyphidae.